# Метаморфоза (ботаника)
Вижте пояснителната страница за други значения на Метаморфоза.
Метаморфо̀за (в ботаниката) – видоизменяне на отделни растителни органи в процеса на еволюция, при което те придобият нови функции. Тези видоизменени органи се наричат метаморфозни органи.